# メリーメント・キャリング・キャラバン
メリーメント・キャリング・キャラバンは、PlayStation用の貿易＋育成シミュレーションゲーム。1998年8月6日発売。企画・製作は有限会社テンキー、発売はimadio。

## ゲーム概要
ゲームの舞台となるのは、惑星移民が始まって一世紀にも満たない未開拓の植民地惑星グラント。そこには首都グラントポリスをはじめ大小9つの町があり、それらの町を行き来しながら商売を行う。宇宙港にはグラントで採れる資源を求めて定期的に宇宙船がやってくる。プレイヤーは、荒野ばかりのこの惑星で、武装ホバーカーゴで交易品を輸送するキャラバンを率いて、惑星各地で採れる資源を宇宙船へ輸出するなどしてキャラバンを運営する。商売をすると同時に、キャラバンに同行している4人の娘を育成していかなければならない。
最終的に10か月が経過した時点で、キャラバンの営業成績と、娘たちの能力の育ち方でエンディングが分岐する。10か月目が終わった時点で稼いだ金額の累積が最も多かったキャラバンには、大統領から「マスター・オブ・キャラバン」賞が授与される。また、娘たちは父の元を離れ、それぞれ独立したり、嫁に行ったり、あるいはアイドルグループとしてデビューすることも。

### キャラバンの交易
キャラバンは以下に示すいくつかの方法で収入を得ることができる。
1. 毎週月曜に宇宙港に入港する宇宙船が、彼らが必要としている資源を掲示する。キャラバンはその資源を資源の生産地から宇宙港まで運んで納品すると代金が得られる。宇宙船は2週間しか停泊しない上、納品は早い者勝ちになっている。
2. 惑星の大統領府や一部の大企業が、特定区間・特定物資の運送を委託してくる。受注は逆競り方式であり、もっとも安い金額を提示したキャラバンだけが受注できる。
3. 街道を占拠し不当に通行料を要求する盗賊がときおり出現するが、これを退治すると多額の懸賞金が得られる。盗賊との戦闘は、武装カーゴ及びカーゴに積まれているステート（反重力バイク）で4人の娘を出撃させ、スクウェアマップ上でターン制で戦う。

### 娘の育成
ゲーム期間である10か月の間に、商売で稼ぎつつ、並行して思春期真っ盛りの4人の娘を一人前に育てていくのもゲームの目的。
娘の育成は、街の宿屋で泊まったときか、街道上でキャンプをしたときに行える。効率的に稼ぐためには街道を休まず移動した方がいいのだが、宿やキャンプで休まないと娘の育成が思うように進まないという、トレードオフになっている。
しかし、街に到着して一息ついたときの父を慕ってくれる可愛らしい娘たちとの交流は、殺伐とした街道旅における一服の清涼剤であり、娘の誕生日を祝ったり、娘と2人きりで食事やショッピングで休日を過ごすイベントも用意されている。一方で娘が勝手に彼氏を作ったり、親睦度が低いと娘同士が喧嘩したりと父親としては辛いイベントも存在する。

## 主な登場人物

### フォード一家
ディケンズ・フォード（主人公）惑星最強キャラバン「ガンナーズ」を率いていたが、妻（エリス）の遺言をきっかけに突如解散させ、娘たちと新たなキャラバンを始める。今でこそ4人姉妹にとって良き父親だが妻が亡くなるまでは家庭を顧みない男だった。
クレア (CLAIR)流れるような長い金髪をもつ長女。キャラバンでは秘書的な役割を担当。知的で温和で料理が得意。一家の母親代わりを務めようとしているが、妹たちにはうるさがられてばかりいる。経済学の学位を取るべく独学中。実は恋人がいたのだがゲーム開始時点では既に故人である。
ジャネット (JANET)赤いショートカットの髪を持つ次女。活発で男勝りだが父への愛情は誰よりも強い。ステートの操縦と射撃が得意で戦闘となると最前線で戦う。生身の体力にも自信があるらしく、カーゴと走りで競争して勝っている。
ベッキー (BECKY)おっとりした性格で機械オタクの、眼鏡をかけた三女。喋り方もおっとりしていて、いつも間延びしたような喋り方をする。整備が得意でキャラバンではメカニック担当。恋愛の機微は全く解さない。甘い物が大好物である。ゲーム内の9月26日に誕生日パーティーのイベントが開かれる。
コニー (CONNIE)生意気盛りの四女。父や姉たちに対しても呼び捨てで語りかける。言いたいことをズバリ言ってしまう暴言屋だが、家族への優しさは人一倍。ディケンズにプレゼントされたドレスが汚れてしまった（と思い込んだ）時や、暗闇で迷子になった時などに泣き出してしまう一面もある。
エリス（故人）ディケンズの妻。冒頭に台詞が出てくるだけでゲーム中には登場しない。ただ、エンディングには彼女らしき人物が映っている。

### ライバルキャラバン
マイク・ネルソン元ガンナーズのメンバーでディケンズの部下で非常に生真面目な男。妻モニカとともにキャラバン「マイク＆モニカ」を始める。ディケンズに勝つのが夫婦の夢らしい。
モニカ・ネルソン元ガンナーズのメンバー。夫マイクとともにキャラバンを始める。
デニス・ミラー「ミラーカンパニー」の代表取締役社長。売り上げで負けていると嫌味を言われ、勝っていると皮肉を言われる。しかし、なぜかライバルであるはずのディケンズに相談を持ちかけてくる。
ウエンディ・ミラーデニスの長女。高飛車でディケンズの娘たちを見下したような発言を繰り返す。
リサ・ミラーデニスの次女。14歳にして「ミラーカンパニー」の全経営を管理できるほど大人顔負けの知識を有する一方、未だに父親と一緒に風呂に入ったり、アニメに夢中だったり、惑星征服をたくらむ異星人の存在を本気で信じたりと小学生レベルの精神年齢。
ライル・バトラー賞金稼ぎでキャラバン名は「ウィングオーバー」。惑星最強の異名を取り盗賊たちにも恐れられる。一方、病弱な妹のために薬を探し回る妹思いな一面もある。
マリナ・バトラーライルの実の妹。目まいがしているときにディケンズに気遣われて、そのときからディケンズに好意を持っている。
ザック・キングマクベル社専属のキャラバン、キング一家の頭。にやけた顔つきだが、裏の世界に生きる人間で時折その素顔を覗かせる。なお、右目はディケンズに潰されたらしい。
マリオ・キングザックの義理の息子。好戦的な性格でディケンズと顔を合わせるたびに喧嘩を吹っかけてくる。ジャネットに興味を持っている。
アントニオ・キングマリオの弟。マリオとは一卵双生児でザックでさえ見分けがつかない。性格は兄とは正反対の消極的な性格。ベッキーに興味を持っている。
エンゾ・イチカワ「ハイネット運送」のグラント支部支店長。グラントには事業拡大のために来たらしいが要するに辺境の地に飛ばされてきた。母星には妻がいるので現在単身赴任中。いわゆる普通のサラリーマン。「ゲイシャ」を呼ぶ「接待」が好きらしい。
サンディー・フォスター「ハイネット運送」グラント支店営業部長。物事を深く考えない性格。
サンドラ・ロウ「ハイネット運送」グラント支店警備部長。キャラバン業は天職だが、彼女自身はOLを志願している。

### 企業・政府関係者
グレン・ゴードンマクベル社惑星グラント支部本社の代表取締役社長。
デビッド・ゴードングレンの実の息子でマクベル社の副社長。
デーモン・エクセルトライアングル社の社長。病に倒れ、現在は延命装置無しには生きられない体である。
ショーン・エクセルデーモンの実子。次期社長の自覚0の発言を繰り返す。そのたびに父親を怒らせている。
リッキー・モウニングウィルソン社の代表取締役社長代理。父親である社長が亡くなり、そのまま後を引き継ぐ。やや頼りない印象。
ケビン・マードック現在の惑星グラントの大統領。強引な手法で民衆からの不満も多い。実はディケンズとは親友同士で気さくに話しかけてくる。

### 盗賊団
カゲ神出鬼没な盗賊団。「カゲ」は組織名。
セルバンテス盗賊団「ジャンゴ」の頭領。
エナリーダーは存在せず「エナ」は組織名。ドラッグエッグを買うため街道を占拠しているらしい。
ブル反政府の過激派団体「デザート・アイ」のリーダー。
シャロンウィルソン社を助ける「義勇団」のリーダー。ウィルソン社を妨害するキャラバンや盗賊にゲリラ戦を仕掛けてくる。

## 世界背景とストーリー
物語の舞台となる惑星グラントは、移民が始まって80年程度の惑星である。宇宙船の燃料となるネオアイソトープや、反重力エンジンの燃料であるモノポールを産出することから、鉱産資源の輸出を軸とした開発が行われている。惑星開発は主に恒星間巨大企業であるマクベル社が主導しており、マクベル社はグラントの大統領府にも強い影響力をもっていることから、大統領府の政策もマクベル社の意向を強く反映したものになっている。大統領個人はグラントが経済的に独立すべきだという理想を秘めているが、実際には、グラントの食糧生産を100%輸入に依存し鉱産資源の輸出だけに特化するような政策が進んでいる。この政府方針に反対するグループが先鋭化し、テロリズムを繰り返しているため、惑星全体の治安は悪い。また、資源開発が活発に行われると共に、生産現場での事故や企業のと生産労働者の対立が繰り返されているため、物資の相場は乱高下し経済は混乱している。
そんな中、惑星最強の武装カーゴ団のリーダーだったディケンズ・フォード42歳は、妻を喪う。「娘たちをよろしく頼みます」という彼女の遺した言葉を守るため、ディケンズは武装カーゴ団を解散し、故郷の町ガーネットを引き払い、4人の娘をメンバーとした新しいキャラバンとして再出発する。

## 主なスタッフ
原案鹿妻秀行
企画・演出楠育雄（テンキー）
企画曲木一博
監修成田伸子（テンキー）
脚本楠育雄（テンキー）、川上稔（テンキー）、成田伸子（テンキー）
キャラクター原案高橋けんじ
作画監督武亜希子（テンキー）
美術太田大
サウンドプロデューサ堀口比呂志（ツーファイブ）
企画・製作有限会社テンキー
発売imadio
販売イマジニア株式会社

## キャスト
長女クレア吉田愛理
次女ジャネット前田このみ
三女ベッキー梶村ひろこ
四女コニー柳原みわ